# Hrabůvka (Ostrava)
Hrabůvka (německy Neuen Grab) je historická obec nacházející se na území statutárního města Ostravy. V současnosti tvoří místní část městského obvodu Ostrava-Jih. Její katastrální území má rozlohu 428,48 ha a v její západní části se nachází severní část zástavby ostravské místní části Bělský Les.

## Historie

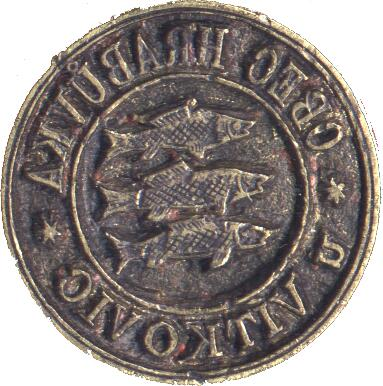
Pečetidlo Hrabůvky

První písemná zmínka pochází z roku 1392, kdy olomoucký biskup Mikuláš potvrdil manželce svého maršálka Jošta z Volfsberku věno 150 hřiven roční činže ze vsi Nové Bělé. Pokud by něco chybělo, doplatil by to Joštův otec ze svého statku v Nové Hrabové (nynější Hrabůvka). Název se časem vyvíjel, v roce 1395 je zmiňována Nová Hrabová (Nouam Graboniam), v roce 1408 Nová Hrabůvka (Hrabowka Nova), v roce 1437 Hrabůvka (Hrabuowka Parva), v roce 1444 Hrabůvka (Klein Hrabowa). Obec měla výlučně zemědělský charakter. Kromě pěstování plodin a chovu dobytka se obyvatelé zabývali rybníkářstvím. V roce 1775 je zde doloženo 17 rybníků, v 30. letech 19. století pak 7 rybníků. 29. března 1944 byli poblíž zdejšího kostela zastřeleni gestapem dva britští piloti, kteří uprchli ze zajateckého tábora poblíž Zaháně při tzv. Velkém útěku.

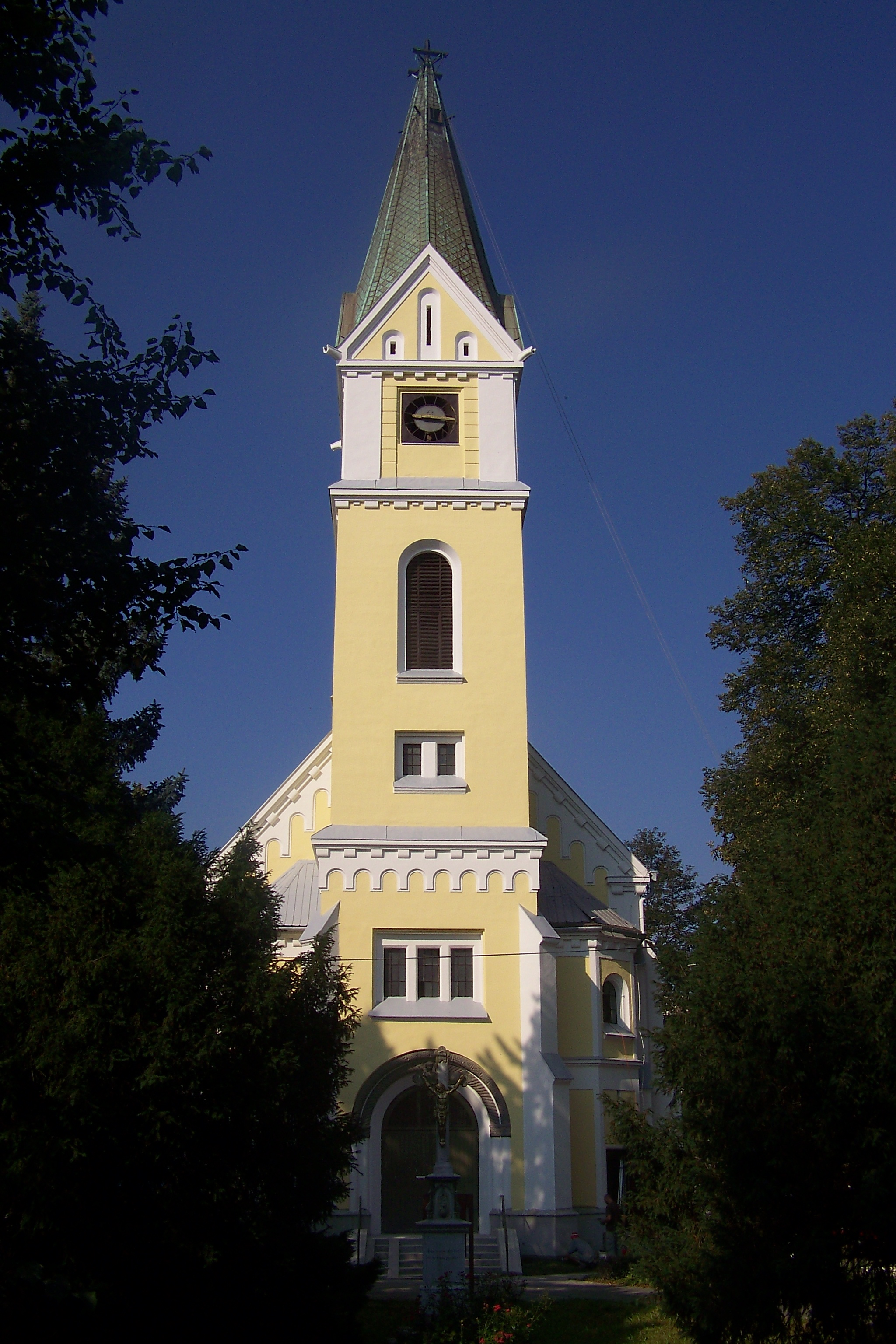
Kostel Panny Marie, královny posvátného růžence v Ostravě-Hrabůvce

Průmyslový rozvoj Ostravy, především výstavba Vítkovických železáren, způsobil odliv většiny mužů, kteří zanechali zemědělství a našli si práci v některém z ostravských závodů. Vzrůstající počet obyvatel si vynutil zvýšení počtu obytných domů pro dělníky. Tak vznikla v letech 1921–1923 Jubilejní kolonie tvořená jednopatrovými domky s vnitřním dvorem. Celkem zde bylo 605 bytů.
Původně byla obec přifařena a přiškolena k Paskovu, později (od roku 1780) k Hrabové. Obecní základní škola vznikla v roce 1873. Samostatná duchovní správa byla ustanovena v roce 1910, kdy byl dostavěn kostel Růžencové Panny Marie (nynější kostel Panny Marie, královny posvátného růžence). Před kostelem se nacházela socha svatého Floriána z roku 1763. Tato socha je dnes na Masarykově náměstí.
K Moravské Ostravě byla Hrabůvka připojena v roce 1924.

## Pamětihodnosti
- Kostel Panny Marie, královny posvátného růžence
- Vila čp. 341/17
- Jubilejní kolonie[5]

## Příroda v okolí
- Bělský les
- Halda Hrabůvka